# Dagobert Buchholz
Dagobert Buchholz (n. 13 decembrie 1906, București, România – d. 20 decembrie 1991) a fost un pianist român, care a fost distins cu titlul de artist emerit.

## Distincții
- titlul de Artist Emerit al Republicii Populare Romîne (26 august 1954) „pentru merite excepționale în domeniul dezvoltării artei”[1]
- Ordinul Muncii clasa a III-a (20 mai 1955) „cu prilejul împlinirii a 90 de ani de la înființarea Conservatorului de muzică «Ciprian Porumbescu» și pentru merite deosebite în activitatea didactică”[2]